# دبابة طراز 96
النوع 96 أو ZTZ96 هي دبابة قتال رئيسية (MBT) صينية من الجيل الثاني. التطور النهائي للتصميم من النوع 88، دخل النوع 96 الخدمة في جيش التحرير الشعبي (PLA) عام 1997.  الطرازات اللاحقة من النوع 96 موجودة حاليًا في خدمة PLA جنبًا إلى جنب مع الجيل الثالث من MBT في الصين ، نوع 99 .

## تاريخ
يمكن تقسيم تطوير الدبابات في الصين إلى ثلاثة أجيال. كان الجيل الأول هو النوع 59 ، وهو نسخة مصنعة محليًا من T-54 السوفيتية الدبابات المُشتقة . بدأ الجيل الثاني من دبابات القتال الرئيسية بالنوع 80 ووصل إلى إصداره النهائي في النوع 96.   بدأ الجيل الثالث بالدبابة من النوع 99.

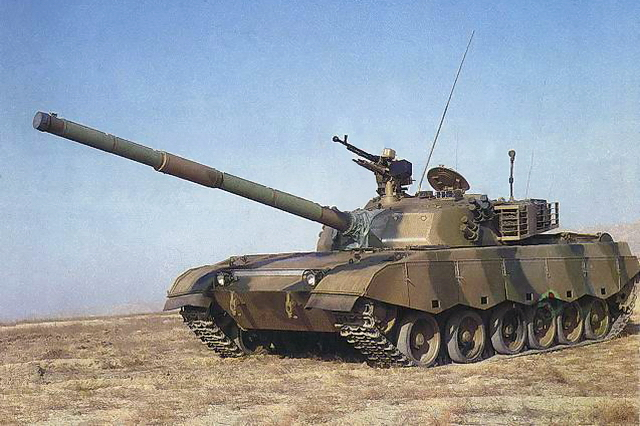
دبابة صينية من النوع 85-IIM ، نسخة التصدير من الدبابة من النوع 96.

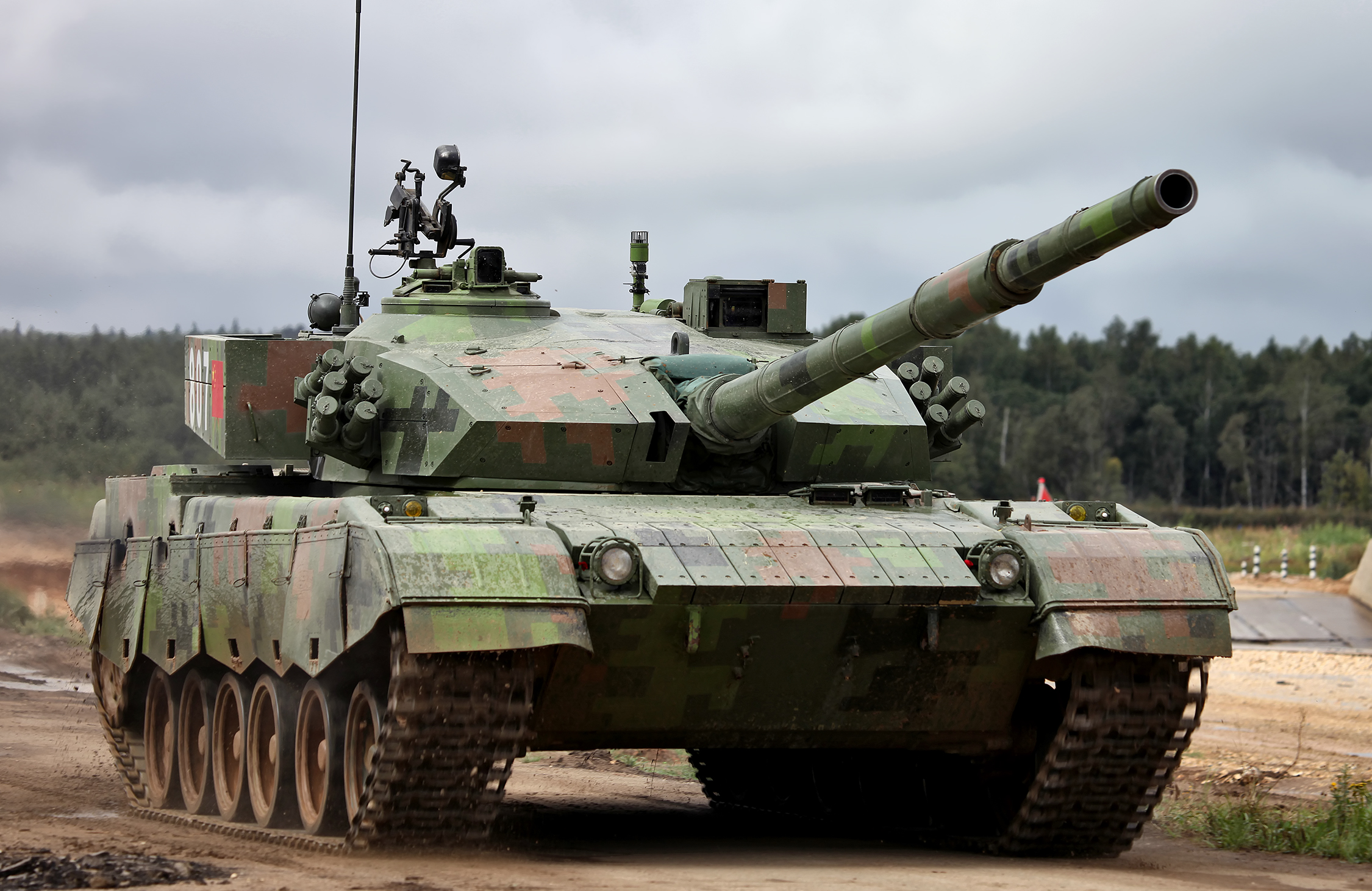
النوع 96A في Tank Biathlon 2014

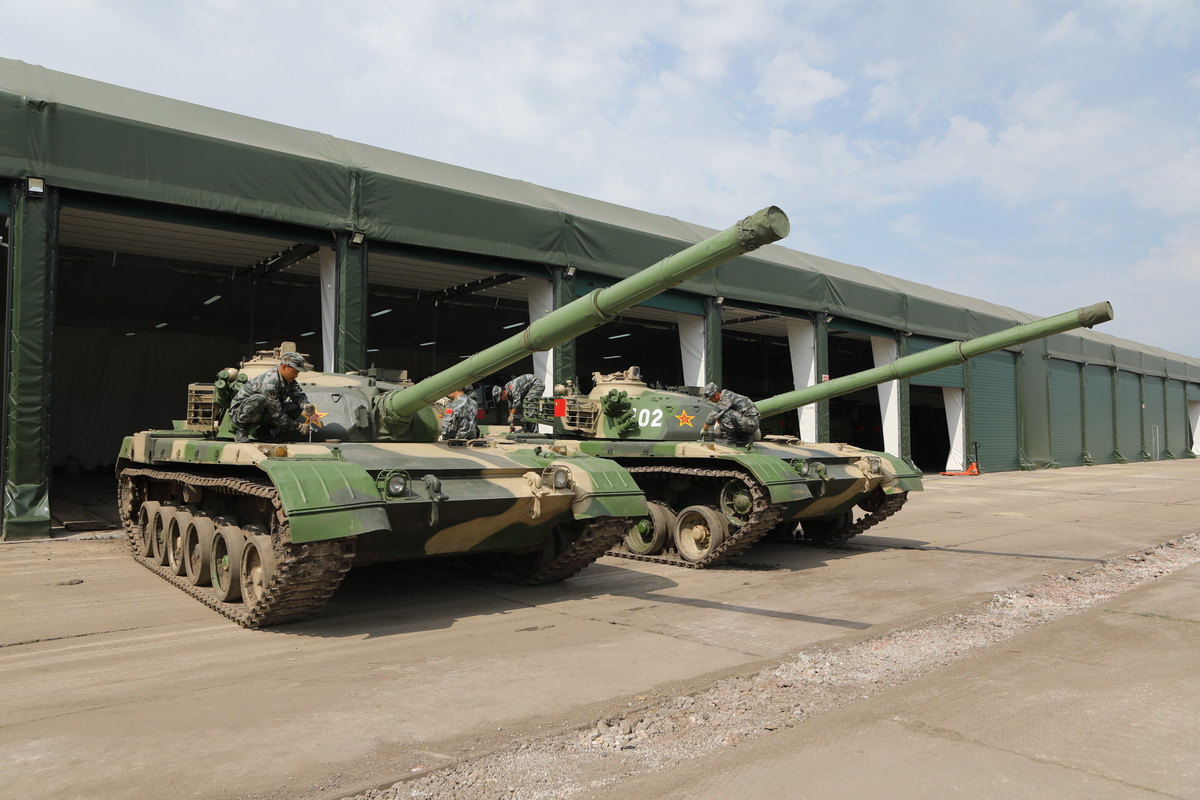
دبابة نوع 96

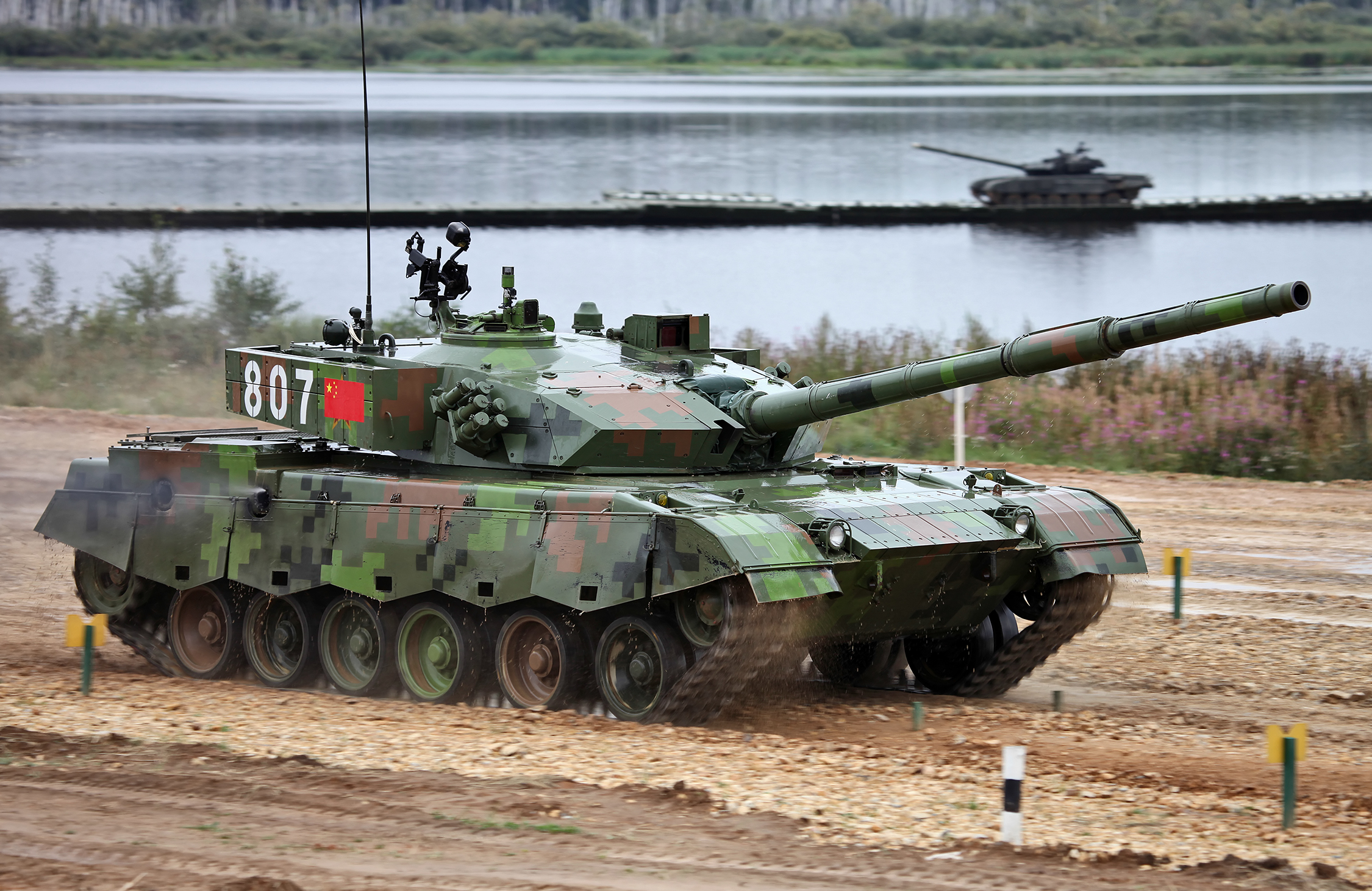
دبابة المعارك الرئيسية نوع Type 96A MBT في Tank Biathlon 2014.

## المُستخدمين

### المشغلين الحاليين

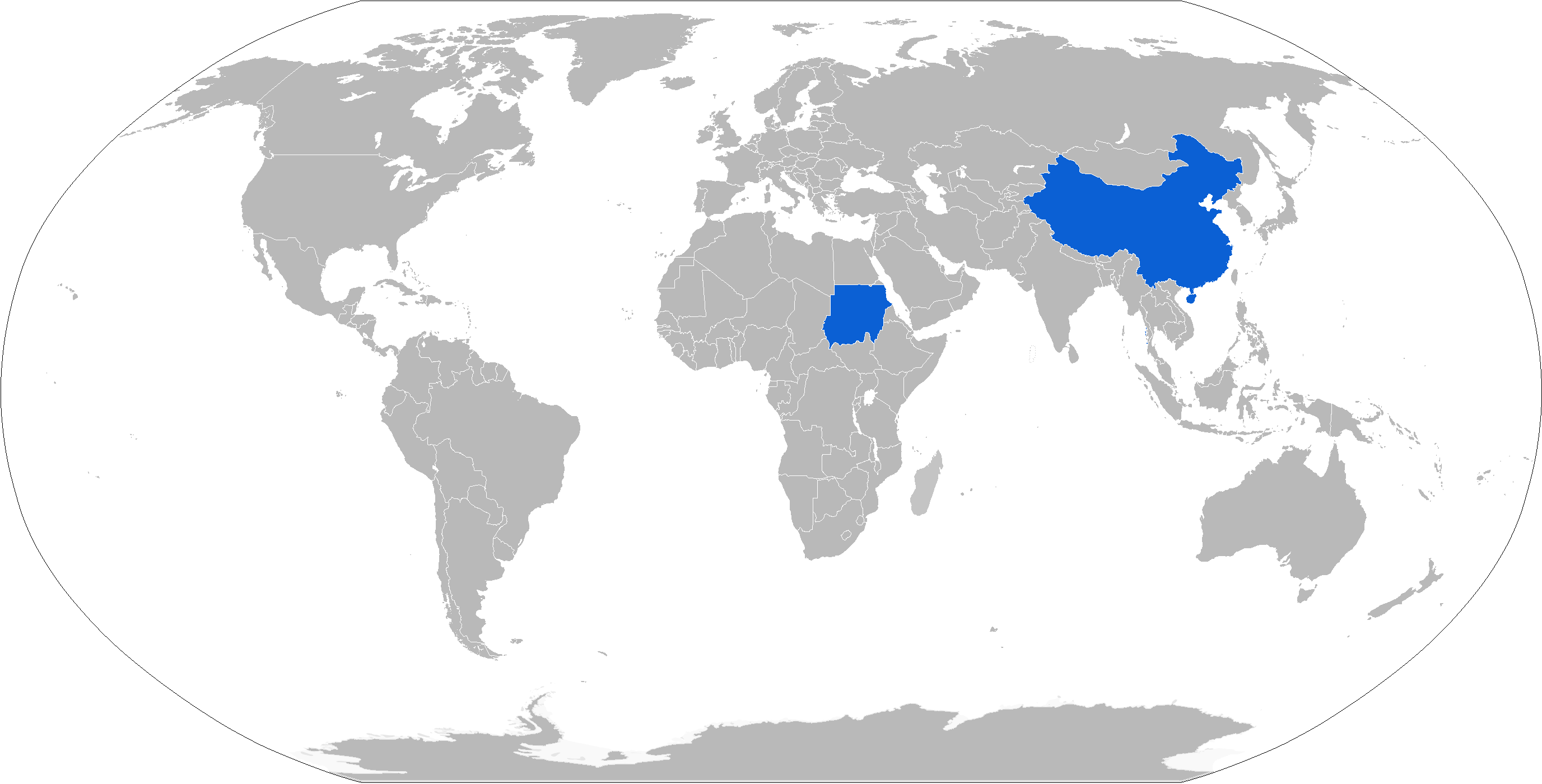
خريطة مُشغلي النوع 96

جمهورية الصين الشعبية

## الصور

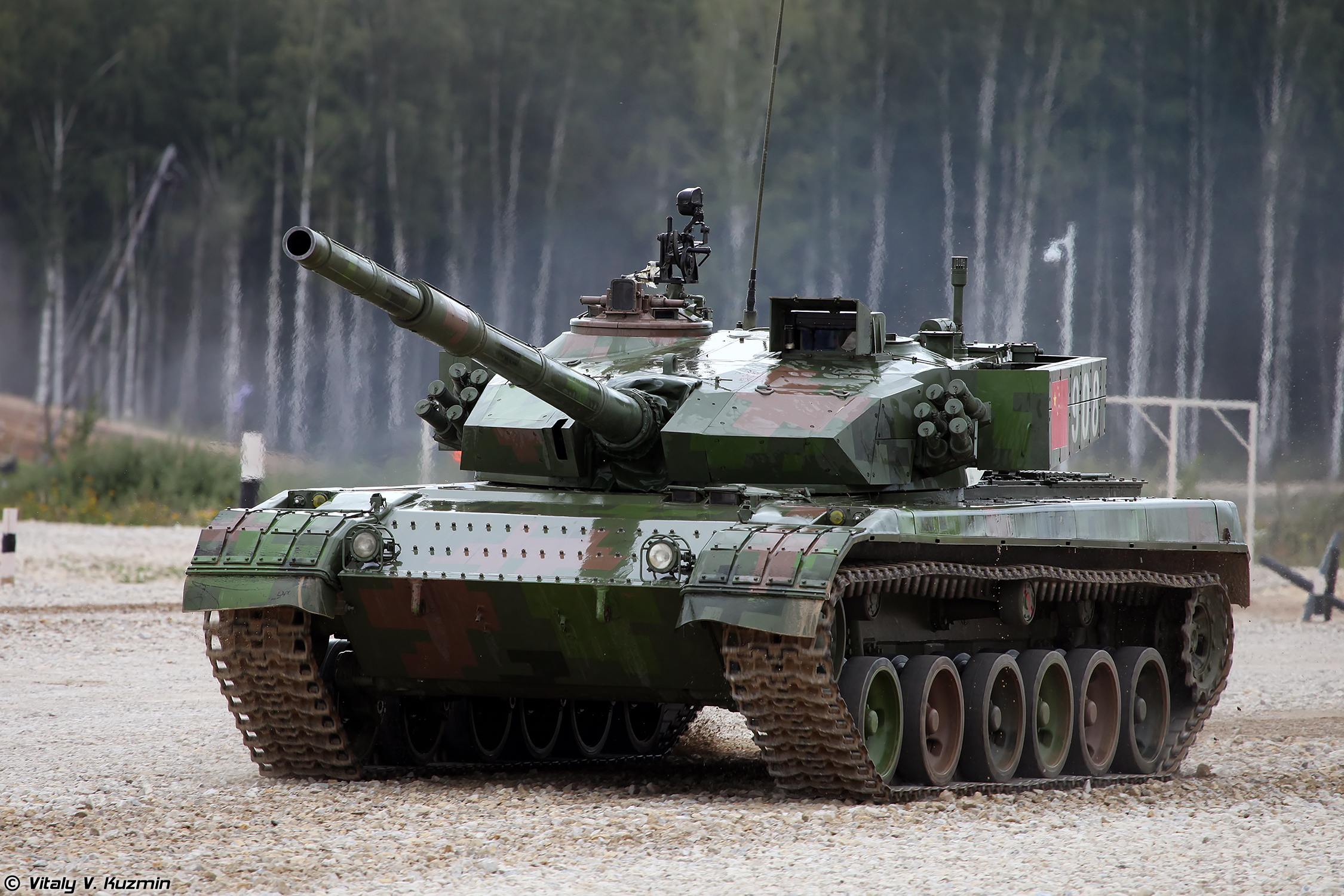
تم تركيب دبابة نوع 96A بدون بدن ERA.
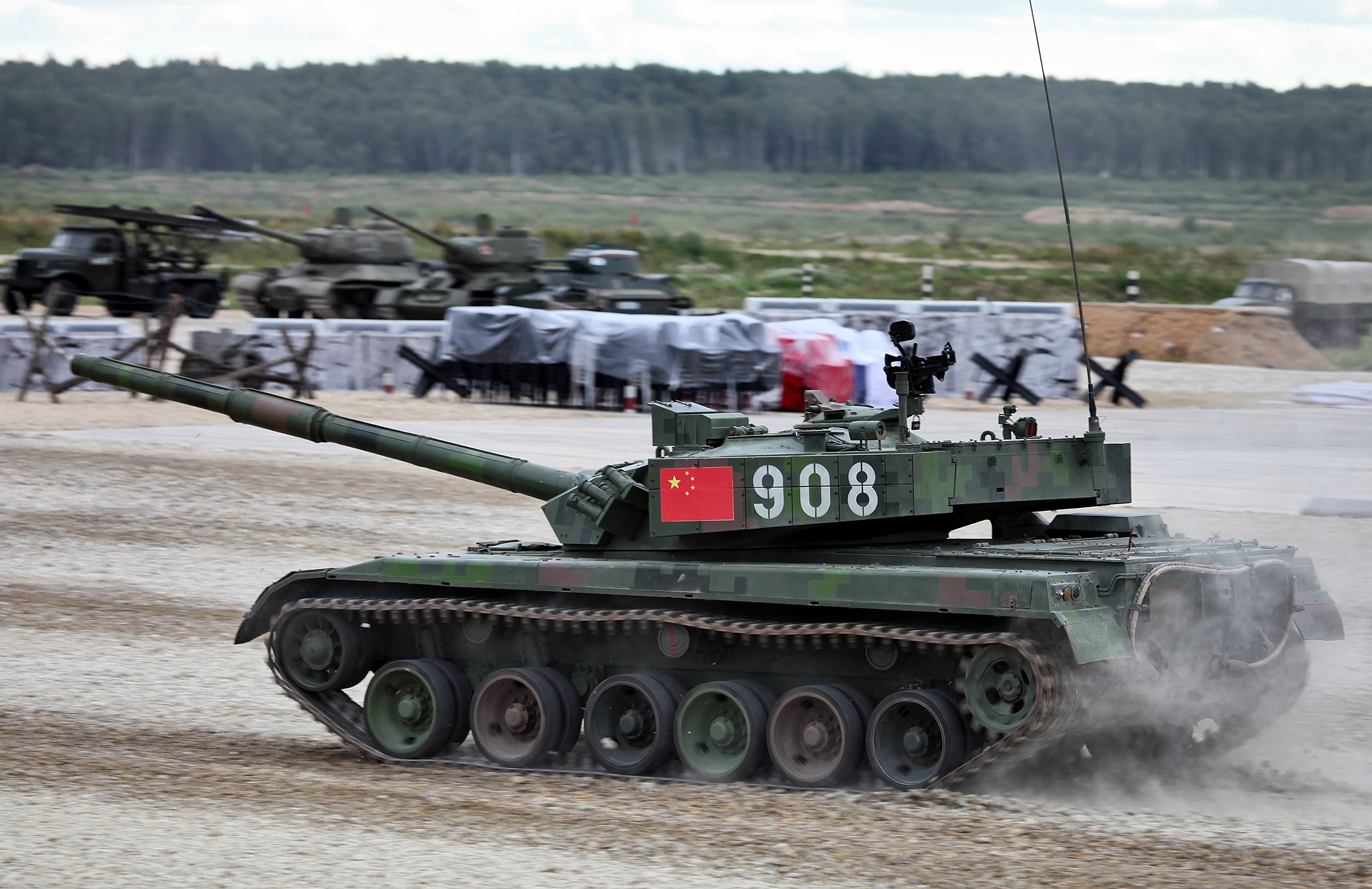
الجانب الخلفي من النوع 96A.
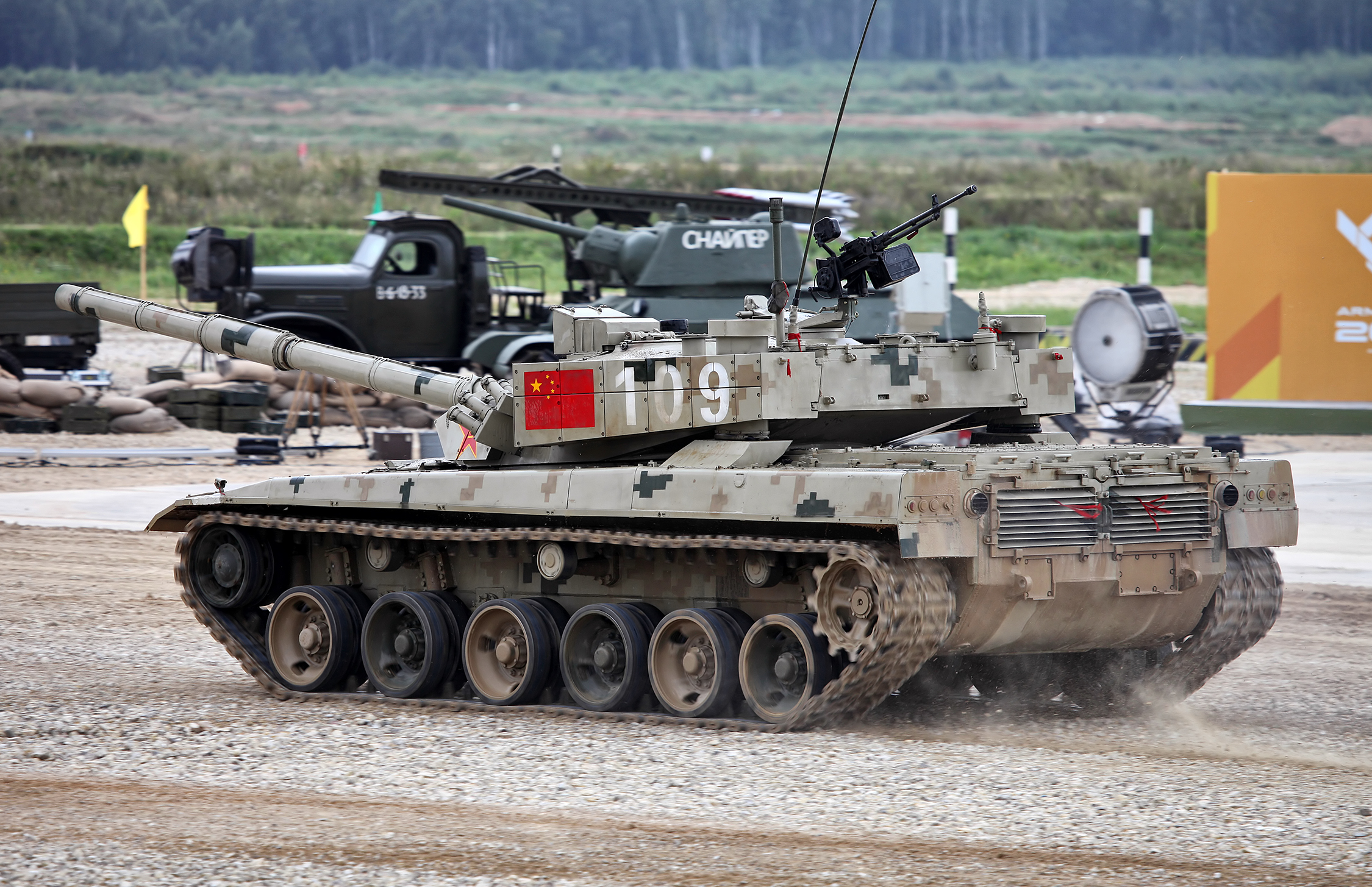
الجانب الخلفي من النوع 96B.
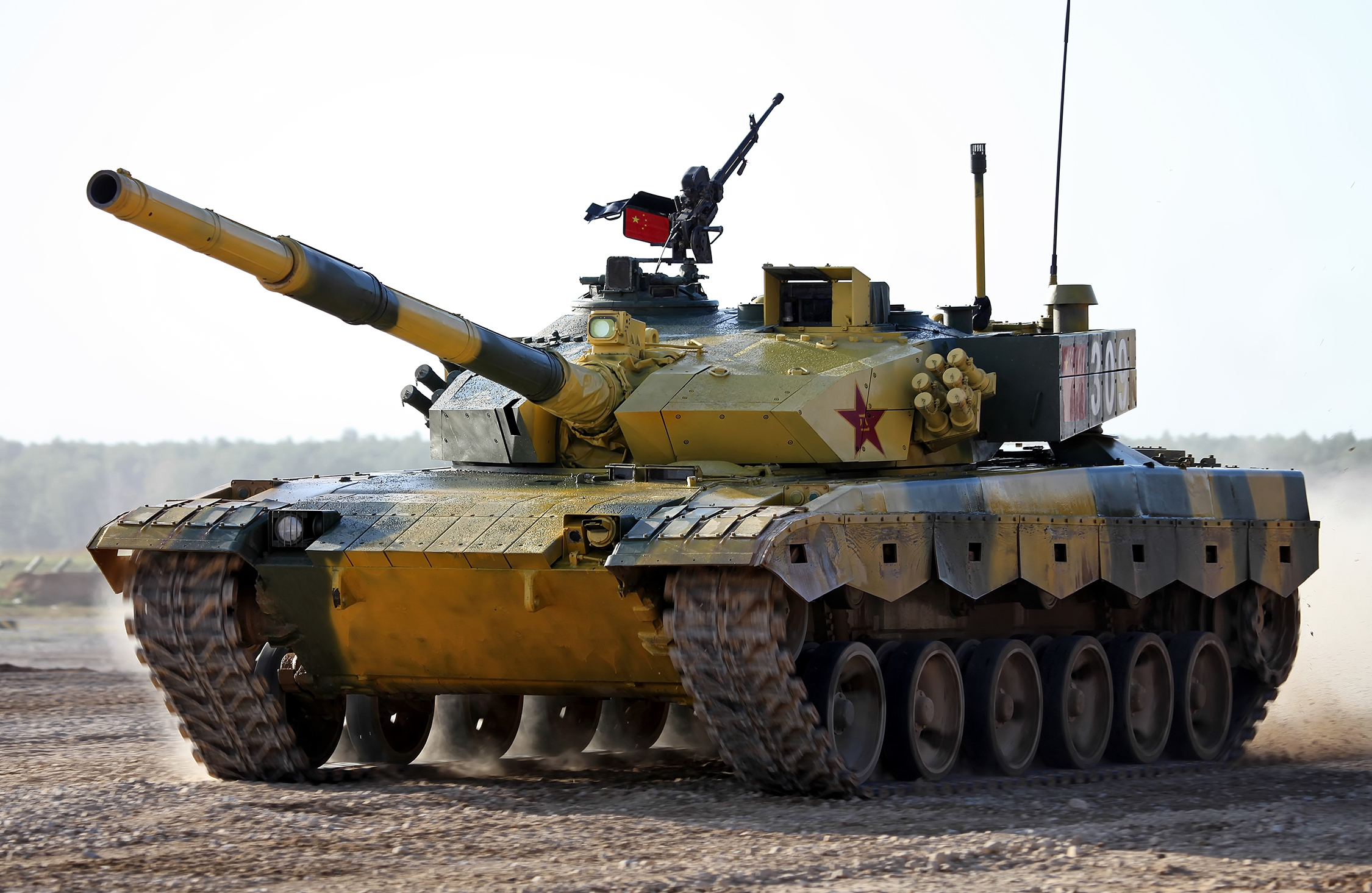
دبابة نوع 96B